# チャールズ・A・ウィンチェスター
チャールズ・アレクサンダー・ウィンチェスター（Charles Alexander Winchester、1820年頃 - 1883年7月18日）は、主に幕末の日本で活躍したイギリスの外交官である。

## 経歴・人物
スコットランドの生まれ。弁護士一家に育ち、医学を学んだ。
1841年10月（1842年6月とも）に、清朝に転勤し、アヘン戦争後に締結された南京条約によりイギリス直轄下の植民地となった香港の医官に就任した。その後アモイ、寧波等の領事代行も務めた。
1861年（文久元年）に来日し、同年一旦帰国したラザフォード・オールコックの代理として駐日英国大使となり、（3年後の1864年（元治元年）にもオールコックの帰国により赴任）以後長崎及び横浜領事も務めた。
1865年（慶応元年）に前年に発生した四国艦隊下関砲撃事件の賠償金の処理に携わり、兵庫港の早期開港等を提案した。また、同時期にハリー・パークスが駐日英国公使の着任と共に1868年（慶応4年）7月に帰国するまで上海領事に赴任した。